# حازم صلاح أبو إسماعيل
محمد حازم صلاح أبو إسماعيل محمد عبد الرحيم (16 يونيو 1961 الدقي، الجيزة)، شيخ وداعية إسلامي وسياسي مصري؛ قدم العديد من البرامج الإسلامية على عدد من القنوات الإسلامية قبل ثورة 25 يناير، هو رجل قانون مصري ومتحدث في الفكر الإسلامي والشؤون السياسية، كان من المرشحين في انتخابات الرئاسة المصرية 2012، وهو ابن الشيخ صلاح أبو إسماعيل المعارض الشهير وعضو مجلس الشعب السابق، وهو عضو مجلس نقابة المحامين المصرية ضمن «لجنة الشريعة» الممثلة للإخوان المسلمين في النقابة، ومرشح سابق لانتخابات مجلس الشعب المصري.
محامٍ بالنقض، وصاحب مكتب محاماة بوسط القاهرة. له مرافعات في قضايا عدة منها المحاكمات العسكرية للإخوان المسلمين فضلًا عن تخصصه في قضايا النقض بصفة أخص، وله مؤلف قانوني في أصول الدفاع في القضايا وطعون دستورية متعددة قضي بها. كما أنه غير اثنين من مبادئ محكمة النقض.
تقدّم للترشّح لانتخابات الرئاسة المصرية 2012 «مؤيداً من 152,835 ناخباً و47 نائباً منتخباً بمجلسي الشعب والشورى». لكنه استُبعد بحجة أن والدته تحمل الجنسية الأمريكية. ومن أوائل من اعتقِلوا بعد الانقلاب العسكري في 3 يوليو 2013 مباشرةً وما زال معتقلاً حتى الآن.

## المولد والنشأة
ولد حازم صلاح أبو إسماعيل سنة 1961م، وهو من مواليد حي الدقي محافظة الجيزة وموطن عائلته بقرية بهرمس مركز امبابة محافظة الجيزة، هو نجل صلاح أبو إسماعيل أحد علماء الأزهر الشريف وداعية إسلامي وأحد أعضاء جماعة الإخوان المسلمين والنائب الإسلامي في مجلس الشعب لأربع دورات متتالية كان في بعضها النائب الوحيد؛ جده لأبيه كان عضوا في مجلس الشيوخ وجده لوالدته كان أستاذاً للدراسات الإسلامية في جامعة الأزهر. وهو خريج كلية الحقوق في جامعة القاهرة.

## النشاط السياسي

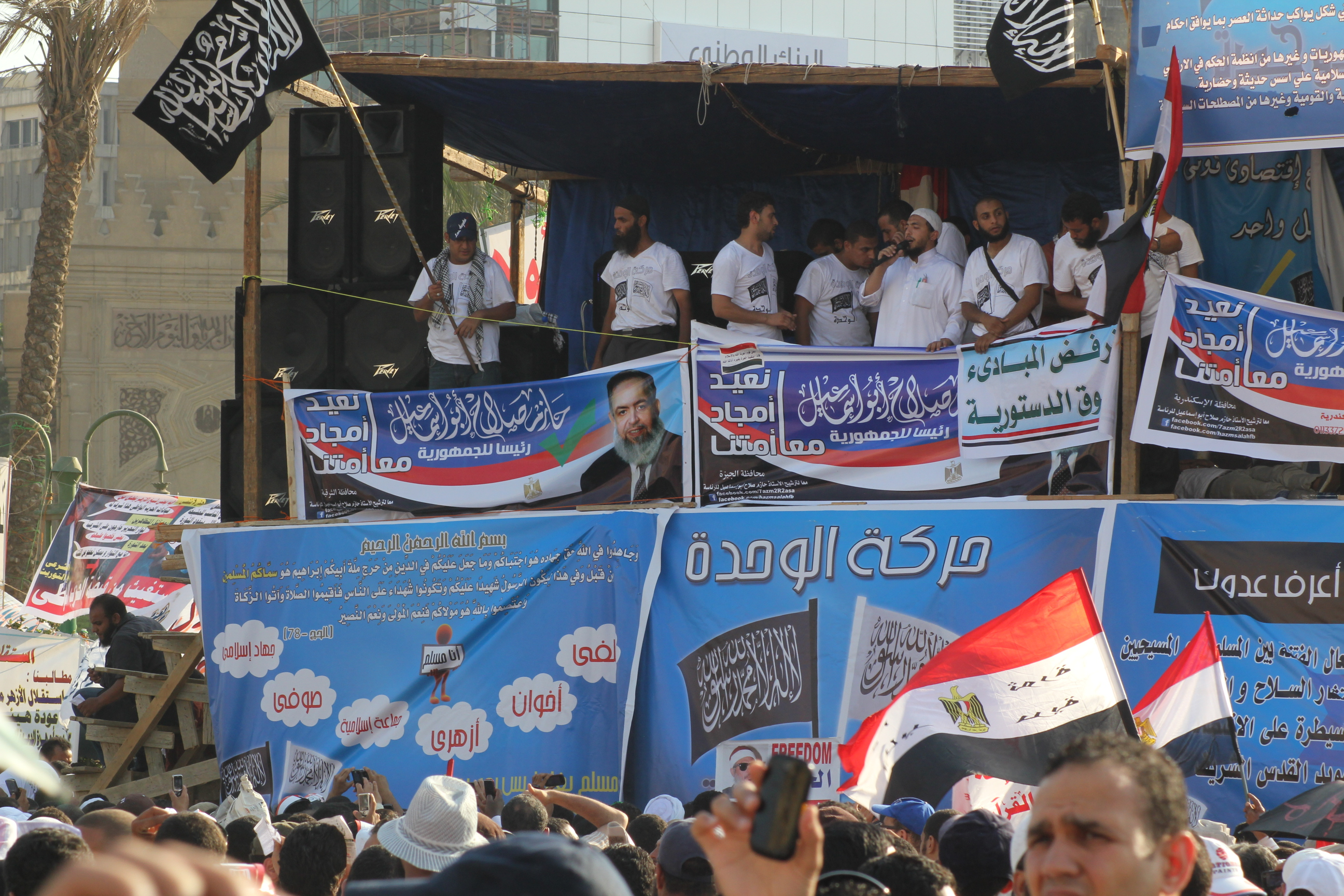
أنصار حازم أبو إسماعيل في حملة إنتخابية عام 2012م.

انخرط في العمل السياسي أثناء الدراسة الثانوية ثم الجامعية وما بعدها في عدد من القضايا منها هضبة الأهرام وتوصيل مياه النيل لإسرائيل معاهدة السلام واتفاقية كامب ديفيد وتعديلات قوانين الأحوال الشخصية وعلاء محي الدين وعبد الحارث مدني وتجميد حزب الوفد وحزب العمل وتزوير انتخابات 1979 ومقاومة اللائحة (الجديدة وقتها) لاتحاد طلاب الجامعات ومصادرات جريدة الأحرار وغيرها. له بحث جامعي معد سنة 1986 لنيل درجة الماجستير في القانون الدستوري كان موضوعه «حق الشعوب في مقاومة الحكومات الجائرة بين الشريعة الإسلامية والقانون الدستوري».
اشترك دون عضوية حزبية في إعداد برنامج حزب الوفد واللائحة التنظيمية لحزب الأحرار وندوات أحزاب الأحرار والتجمع والوفد ومؤتمراتها عبر شخصيات من قيادات هذه الأحزاب وتتابع باستمرار اهتمامه بالقضايا السياسية العامة امتداداً لذلك، وتولى الإدارة الكاملة بكافة وجوهها لانتخابات مجلس الشعب في دائرة والده 1984، 1987 والخطابة في مؤتمراتها الانتخابية كما اشترك في إدارة المعركة الانتخابية لانتخابات أخرى سنة 2000 وبسبب نشاطه العام كان محلا ضمن الهجوم على معارضين لهجوم عليه بالتبعية في خطاب لرئيس الجمهورية وأحد وزراء الداخلية عام 1981 وعام 1988، ودخل معارك متعددة دفاعا عن عدد ممن يختلف معهم عقائديا وسياسيا في مواجهات متعددة ضد ظلم تعرضوا له مثل أيمن نور ومحمد البرادعي وعبد الحليم قنديل وجورج أسحاق ، كما كان منذ تخرجه عضوا في جمعية الاقتصاد السياسي الشهيرة. وقد حرص عبر عشرين سنة على التواجد في الولايات المتحدة في زيارة لعدة أسابيع أثناء جميع الانتخابات الرئاسية الأمريكية ما عدا الأخيرة لمتابعتها تفصيلا عن قرب ومتابعة المناظرات التي كانت تجري فيها بين المرشحين الرئاسيين.
كان لأسرته حضور سياسي في السابق، وقد كان جده عضوا في مجلس النواب وكان جده الأكبر من علماء الدين وإماماً بمعهد الخديوي إسماعيل، له مواقف معلنة تجاه قضايا سياسية مصرية مختلفة، من أبرزها اتفاقية السلام مع إسرائيل التي وعد بإلغائها في حال فوزه بالانتخابات، كما وصف إيران بأنها نموذج ناجح لدولة تخلصت من النفوذ الأميركي لتقف على قدميها، معلناً في الوقت نفسه اختلافه العقائدي معها. واتهم الولايات المتحدة وإسرائيل بالسعي لتقويض انتخابات الرئاسة المصرية لمصالحهما.

### تزوير انتخابات مجلس الشعب ضده

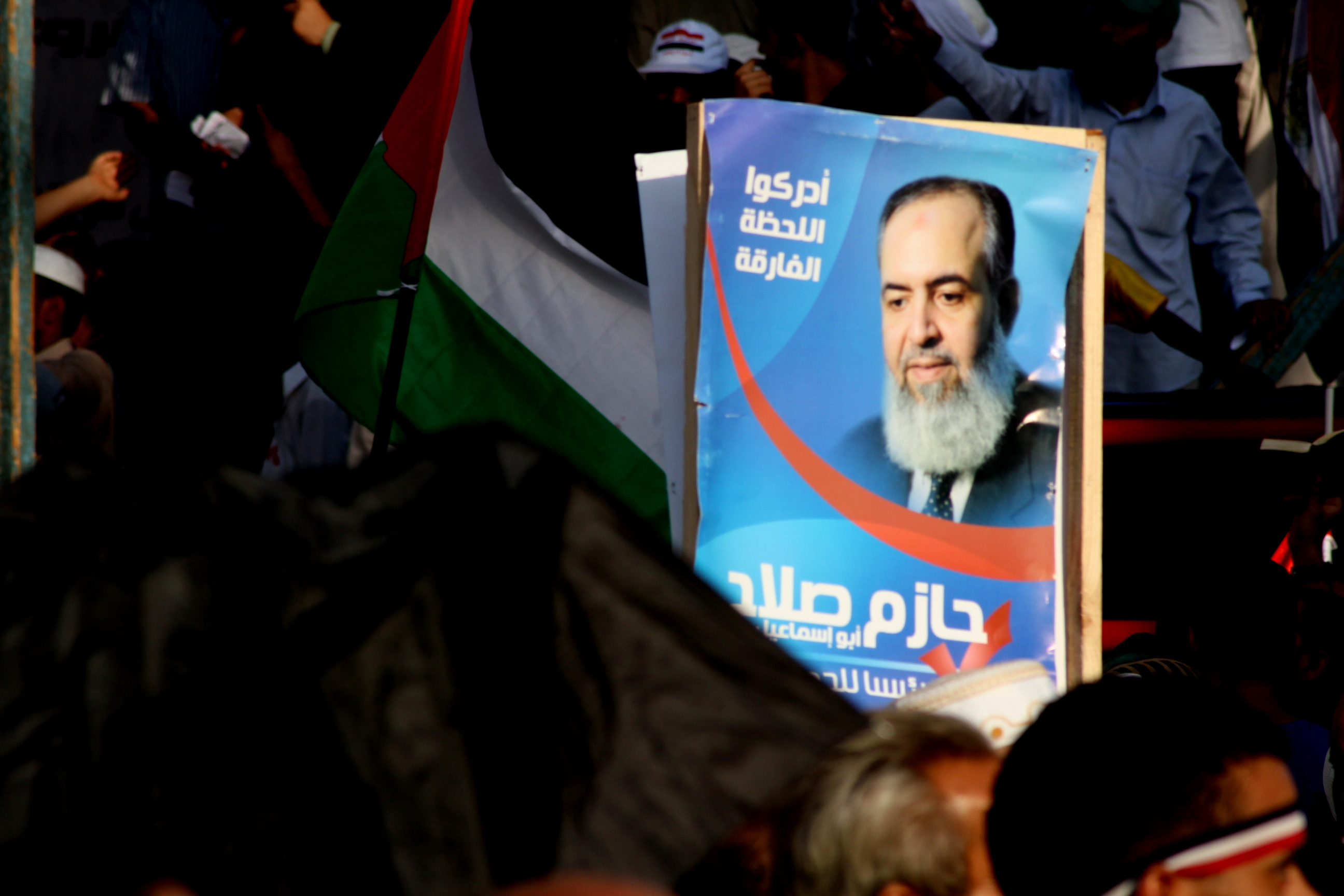
عدد كبير من أنصار أبو إسماعيل يرفعون لافتات دعمه كمرشح رئاسي مع علم فلسطين.

رشح الإخوان المسلمون في مصر الشيخ حازم أبو إسماعيل في انتخابات مجلس الشعب المصري عام 2005 في دائرة الدقي والعجوزة وكانت منافسته الرئيسية الوزيرة أمال عثمان وقد أعلنت النتائج الرسمية عن إعلان فوز أمال عثمان الوزيرة السابقة وأستاذ القانون وقد اتهم الإخوان الحكومة بوجود تلاعب في النتائج.
وقد حدث الأمر ذاته في انتخابات 1995 وحصل في كل منهما على حكم قضائي لصالحه رصد صورة التزوير الخاصة في كل منهما لصالح نظام مبارك وقضى في كلتا المرتين بإثبات نجاحه بأغلبية كبيرة جدا من الأصوات ثم قاطع انتخابات 2010.

### ترشحه لرئاسة الجمهورية

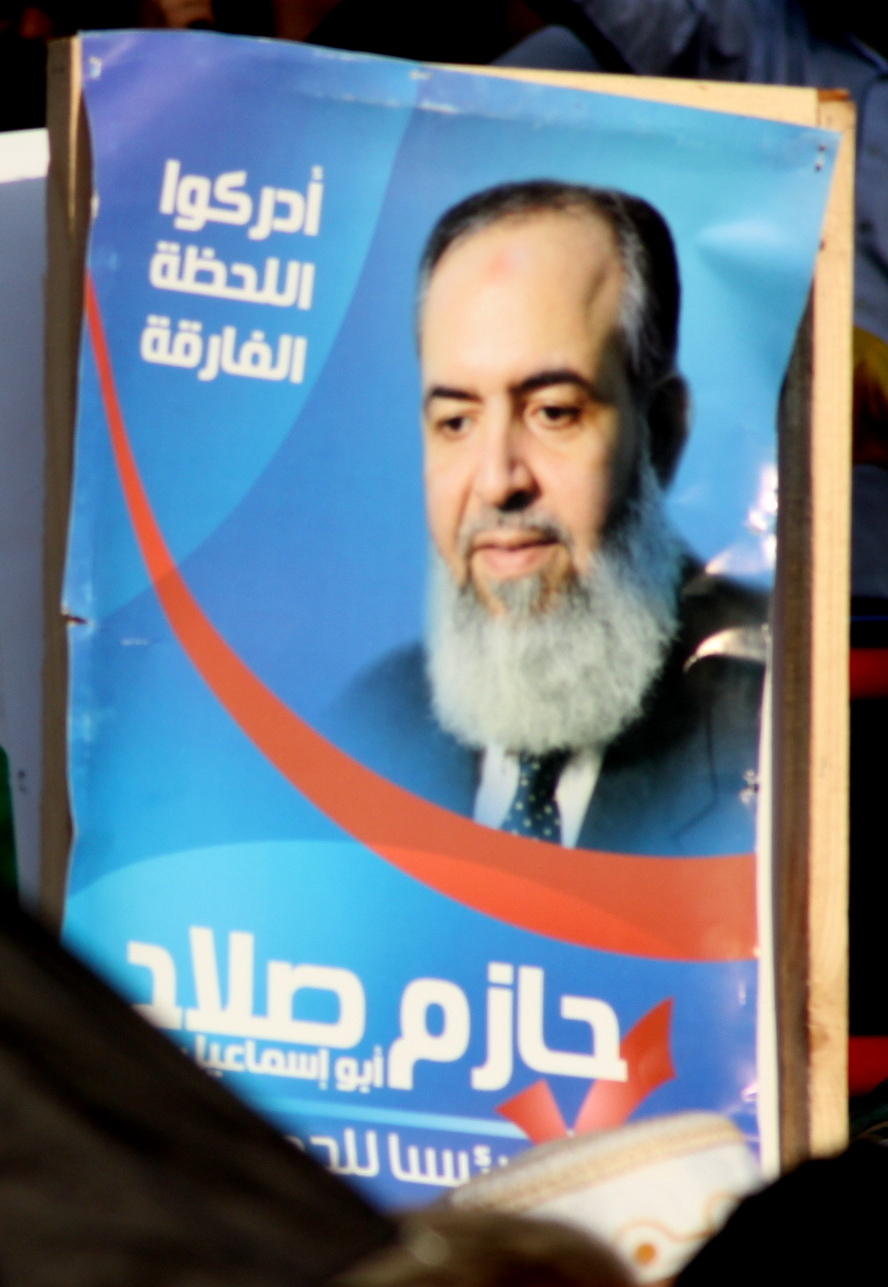
مؤيدو حازم أبو إسماعيل يرفعون ملصقات دعائية لحملته الرئاسية بميدان التحرير 2011.

أعلن أبو إسماعيل الترشح لانتخابات رئاسة الجمهورية 2011 في 24 مايو 2011.

#### الدوافع
بعد سقوط نظام حسني مبارك يوم 11 فبراير نتيجة ثورة 25 يناير 2011، يقول أنّه وجد الرؤى المطروحة على الساحة ما هي إلا أفكار متناثرة وليس مشروع متكامل لبناء دولة بمنهجية ورؤية شاملة فقرر عرض رؤيته كمرشح للرئاسة بمرجعية إسلامية واضحة.

#### معارضته لنظام مبارك
أوضح أنه لم يكن مبارك ليسمح للمعارضين له أن يظهروا في الإعلام المصري تحت الرقابة الشديدة. والمعارضات في الأغلب كانت هزلية من باب الديمقراطية والحريات الزائفة. لكنه منذ 2008 أثناء الحرب على غزة دعا الناس في كل محاضراته أن يركزوا على فكرة الاعتصام في الشارع دون عودة للمنازل لإسقاط الأنظمة الديكتاتورية.
وقد خطب الناس في عام 1987 مطالبا الناس بعدم التجديد لمبارك وترافع عن أحد من يوزعوا منشورات للتنديد بحكم حسني مبارك عام 1989 قائلا أنّ مبارك - طبقا لما نشرته مجلة ذا إيكونوميست - أحد أغني أربعة أشخاص علي مستوي العالم وبالتالي الدفاع عن النفس والمال ضده هو دفاع شرعي لأنه دفاع عن مال الشعب مستندا إلى قول الرسول صلي الله عليه وسلم «من قتل دون ماله فهو شهيد»
تم قطع الكهرباء عن مسجد أسد بن الفرات أثناء إلقاءه دروسه في أسد بن الفرات من قبل أمن الدولة وتم إغراق حول المسجد بالماء وحوصر المسجد بجنود الأمن المركزي وأصر على استكمال درسه الأسبوعي وألقاه خارج المسجد.

#### السياحة

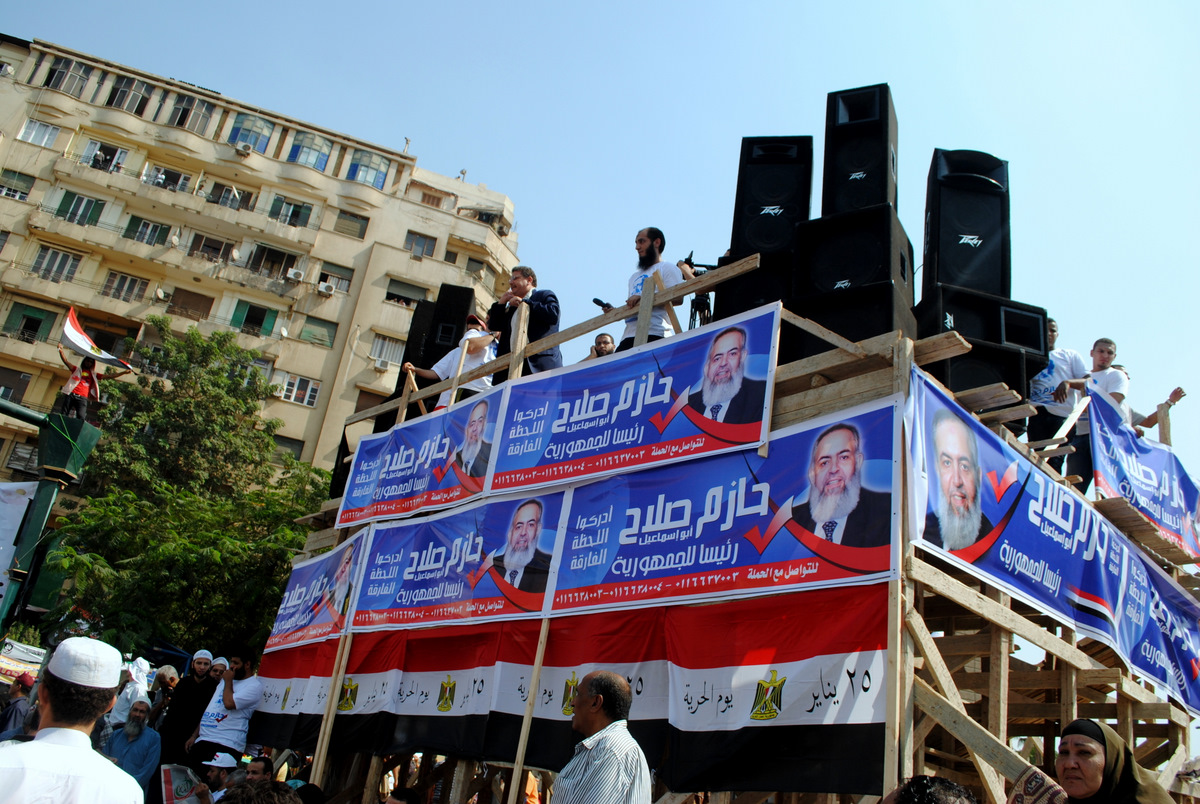
منصة مؤيدي حازم أبو إسماعيل في ميدان التحرير 30 سبتمبر 2011.

وقال انه لن يمنع السياحة في مصر فهي مصدر أساسي للدخل ولديه برنامج تفصيلي بدراسات جدوى يجعل دخل السياحة 8 أضعاف الدخل السابق. وأكد على تنمية وتطوير سياحة الشواطئ والآثار بالإضافة لإحياء أنواع أخرى من السياحة مثل سياحة المهرجانات والقرى السياحية ذات الطراز الخاص وكذلك السياحة العلاجية (مستشفيات عالمية ومنتديات علاجية) مع وضع خطط تمنع تحكم دول أوروبا وأمريكا في تدفق السياحة على مصر والتي تهدد العاملين في السياحة في كثير من الأوقات بالبطالة. كما قال الشيخ حازم إنه لن يسمح بشرب السياح للخمر في الأماكن العامة، وسيقوم بتطبيق القانون علي المخالف ومحاسبته. فيجب على أجهزة الدولة صياغة الضوابط التي تجعل السائح يحترم المجتمع وأعرافه والتي ليس فيها إهانة له بل تجعله هو من يسعى للتعرف على شعب مصر عن قرب بأخلاقه الرفيعة. وإذا كانت الدولة ستمنعه من شيء في بعض الأماكن فهي ستوفر له البديل. وأكد أنه لن يعارض دخول السياح بالخمور لمصر ولن يمنعهم من ذلك داخل المنازل والفنادق والشواطئ الخاصة. وبعث أبو إسماعيل برسالة طمأنة لكل من يعمل في السياحة وعلى كل المستويات ألا يقلق أو يخاف على مصدر دخله فالقرارات لن تكون عبثية أو عاجلة إلا بعد دراسات عميقة ومتأنية وتخطيط لآليات التنفيذ ومراحلها.
وفي شأن السائحات اللاتي ترتدين المايوهات علي الشواطئ العامة والسياح الذين يلعبون القمار في صالات الفنادق، قال إنه في حال فوزه بالرئاسة سيقوم بإصدار القوانين التي تحظر عليهم ذلك في المرافق العامة وتقديم المخالفين للمسائلة لأنهم بذلك صادموا أخلاقيات المجتمع التي تنبثق من شريعة الإسلام لكن لا بأس أن يفعلوا ذلك في أماكن خاصة. ثم أكد أن هذه ليست الأمور التي ينظر إليها في الوقت الحالي ولا يجب أن تطرح على مرشح رئاسي والأهم هو بناء الدولة اقتصادياً واجتماعياً.

#### البنوك
أكد وجوب تعديل بعض القوانين المنظمة لعمل البنوك المعتمدة على الربا المحرم فهي محاربة لشرع الله بالإضافة لأنها لم تحدث أي تنمية في الماضي بل زادت من حدة التضخم الذي استولى على الفائدة وانهار الاقتصاد ولم تستثمر الأموال في مشاريع حقيقية تخدم المجتمع. وقد استشهد بمظاهرات وول ستريت في دول العالم التي نددت بالنظام الرأسمالي الذي عانت منه الشعوب حتى المتقدمة وزاد من الضرائب والفارق الطبقي بين الغنى والفقير وأدى للأزمات المالية العالمية. ونادى أبو إسماعيل بالاقتصاد الإسلامي الذي سيشعر المواطن المودع بأرباح حقيقية وكبيرة.

#### الحجاب
وعن سؤال بعض الإعلاميين عن موقفه من فرضية الحجاب أجاب أن كل هذه التخوفات لم تطرح ومحض خيال لم يتكلم به أحد؛ ورغم كون الحجاب فريضة على كل مسلمة إلا أنه لن يفرض بالقوة على المتبرجات (من لا ترتدي الحجاب). وقد عاش الشعب سنوات طويلة بعيدا عن دينه فلا يحتمل أن يرى النور فجأة بل يجب توعيته أولا وتربية النشء تربية إسلامية صحيحة وتهيئته تدريجيا؛ وعندها سيجد الناس من تلقاء أنفسهم يميلون لذلك ويطالبون به. وقد يتهيأ المجتمع في سنة أو اثنين أو قد يستغرق عشرة أعوام أو أكثر. فقبول المجتمع وإرادته هي التي ستفرض نفسها وليس الرئيس.
وكشف أنه سيقوم إذا أصبح رئيسا بتقديم طلبات للجهات التشريعية على نحو تدريجي وعلى حسب طاقة تقبل الناس لإصدار قوانين تضع حدا لأزياء النساء الفاضحة والمثيرة خارج منازلهن حتى لا ينتشر العرى وحفاظا على الأخلاقيات من ثقافات الغرب الدخيلة على المجتمع وحتى لا يرى في المستقبل القريب من تخرج عليه شبه عارية باسم الحرية. فالحرية مكفولة للجميع ولكن بضوابط حتى لا تضر بالآخرين. وكذلك إصدار قوانين تلغي على أساسها التراخيص الخاصة بالملاهي الليلية وصالات القمار في الفنادق وتضع المخالفين تحت طائلة القانون.
واستشهد أبو إسماعيل بإسرائيل حيث منعت صالات القمار لأنها محرمة في التوراة متسائلا، كيف لإسرائيل أن تلغي القمار ونحن نتمسك به؟، مؤكدا أننا مجتمع لا يبيع شرفه من أجل المال في إشارة للأموال التي قد تحققها السياحة من خلال ذلك.

#### عمل المرأة
وعن عمل المرأة فأكد على الحاجة له بشدة في المدرسة والجامعة والمستشفى وغيرها..ولا يمكن الاستغناء عن ذلك ولكنه سيسعى مستقبلا ألا يكون هناك عملا تشارك فيه المرأة الرجل في مكان واحد تقضى فيه معظم اليوم أكثر مما تقضيه في بيتها مع زوجها فهذا يؤثر على حياتها الزوجية بالسلب. ويري أنه ينبغي أن يكون للمرأة قبل الزواج عملا سواء تطوعيا أو بأجر قبل الزواج أو بعد توفي زوجها وزواج أبناؤها بدلا من العيش في فراغ وبدون قضية لمناصرتها.ويعتبر أبو إسماعيل أن المرأة التي تجلس في المنزل لرعاية زوجها وأولادها هي امرأة تعمل وليست عاطلة وأن هذه من أشرف المهن. ويدعو أبو إسماعيل لرعاية الدولة للمرأة في فترة الحمل والرضاعة والأمومة إذا رغبت في ترك العمل بمحض إرادتها واختيارها وإعطائها راتب على ذلك لأنه عمل أعظم وأجل فهي من تخرج الأجيال القويمة وتربي نشء المستقبل.

#### الأقباط
ويرفض حازم أبو إسماعيل بشدة التحدث عن المسيحيين على حد قوله وكأنهم فصيل مستقل عن المجتمع بل هم شركاء أصليون في هذا الوطن ولهم كل الحقوق والإسلام يأمر بهذا.. ولا يقبل أن يظلم طالب مسيحي في ربع درجة ليتقدم المسلم.. فالكل سواء أمام العدالة.ويري أن المسلم الذي يدافع عن حق مسيحي ويقتل نحتسبه في الإسلام شهيدا.وإذا سافر مسيحي خارج البلد تخوفا من حكم الإسلام فسيلحق به ليعيده من آخر الدنيا إلى بلده فهي بلده وليس له فيها أكثر منه.

### مطالبته بتعجيل الانتخابات الرئاسية

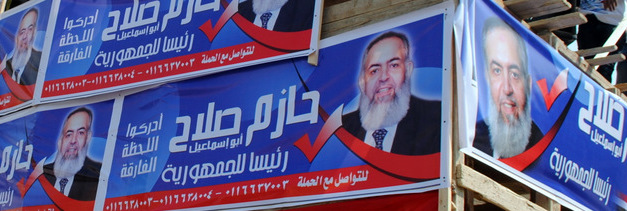
الدعاية الإنتخابية لحازم صلاح أبو إسماعيل بميدان التحرير

كان أول المبادرين لعقد اجتماعات عاجلة بين مرشحي الرئاسة لبحث أزمة الخلاف الكبير في كثير من القضايا بين مختلف التيارات والقوى والأحزاب السياسية من جهة وبين المجلس العسكري الحاكم من جهة أخرى، وكان عدم استجابة المجلس لهذه المطالبات وعدم وفائه بتحقيق أهداف الثورة سببا رئيسيا في مطالبة حازم أبو إسماعيل بعد هذه الاجتماعات بإجراء فورى للانتخابات الرئاسية بعد البرلمانية وقبل وضع دستور للبلاد لإنقاذ الوطن من الوضع المتردي أو الالتفاف على مطالب الشعب ، وكنتيجة لعدم استجابة المجلس أعلن أبو إسماعيل نزوله ميدان التحرير يوم 28 أكتوبر ودعوة الآلاف من المصريين لمليونية يوم 18 نوفمبر 2011 للمطالبة بتحديد جدول زمني لنقل السلطة. -*وبعد إعلان المجلس العسكري استمراره في الحكم إلى منتصف 2013 بدلا من الوعد الذي قطعه علي الشعب بعد توليه السلطة في يناير 2011 باستمراره ستة أشهر فقط ومحاولة المجلس العسكري إقرار مبادئ فوق دستورية تضع مميزات له مثل عدم مراقبة ميزانيته وعدم إقرار أي قوانين تخصه وأنه هو الذي يعين اللجنة التي تضع الدستور بدون استفتاء من الشعب ونتيجة لتجاهل المجلس العسكري للمطلب الشعبي واستخدامه للعنف المفرط في التعامل مع المتظاهرين واندلاع أحداث محمد محمود بالتحرير دعا حازم أبو إسماعيل للاحتشاد والضغط الجماهيري  مما أدى لإعلان المشير حسين طنطاوى بتبكير انتخابات الرئاسة قبل يوليو 2012.

### اختلافه مع القوي السياسية
بعد تنحي مبارك طالب القوي السياسية بعدم ترك ميدان التحرير وعدم الثقة في المجلس العسكري ووعوده وأنه يجب أن يكون الشعب واقفا علي قدميه لأنها الوسيلة الوحيدة لمنع الظلم مرة أخرى ولكن القوي السياسية لم توافقه وقررت إخلاء الميدان. اختلف مع القوى السياسية في توقيعها لوثيقة الفريق سامي عنان وإعلانها تأييدها الكامل للمجلس العسكري.
اختلف مع الإخوان المسلمين في أنه طالبهم بالمطالبة بتشكيل الوزارة باعتبارهم حزب الأغلبية في البرلمان لكنهم رفضوا في البداية ولكن بعد مرور شهرين طالبوا بتشكيل حكومة لأن حكومة الجنزوري فشلت في تحقيق مطالب الشعب وتحاول عرقلة مجلس الشعب.[بحاجة لمصدر]

### استبعاده من الانتخابات الرئاسية
رفع حازم صلاح أبو إسماعيل دعوي قضائية مستعجلة ضد وزارة الداخلية والخارجية المصرية واللجنة العليا للانتخابات الرئاسية وحصل علي حكم قضائي من المحكم الإدارية بعدم ازدواج جنسية والدته وإلزام وزارة الداخلية بإعطائه مستند من واقع سجلاتها بما يفيد ذلك إلا أن اللجنة العليا للانتخابات الرئاسية قررت في 14 إبريل 2012 استبعاده من سباق انتخابات 2012 بعد أن ثبت للجنة من المستندات المرسلة لها من الخارجية الأمريكية حصول والدته نوال نور على الجنسية الأمريكية منذ 25 أكتوبر 2006 وحتى وفاتها في 15 يناير 2010، مما ينتفي معه شرط أصيل من الشروط الواجب توافرها في رئيس الجمهورية بنص المادة 26 من الإعلان الدستوري.
وقد رد حازم صلاح أبو إسماعيل علي هذا القرار بأنه شرخ في البنيان القانوني والدستوري للدولة فكيف تصدر اللجنة العليا للانتخابات الرئاسية قرارا يعارض الحكم الصادر بحقه وهي ليست لجنة قضائية بحكم القانون بل لجنة إدارية مشكلة من قضاة وخاصة أن نفس الورق المقدم لها هو نفس الورق المقدم للمحكمة وقد علقت المحكمة علي هذا الورق بأنه غير صادر من ذي صفة وأنه ورق لا يلقي له بالا وتصريح محامي الدولة بأن مشكلة حازم صلاح أبو إسماعيل مع الخارجية الأمريكية وليست الخارجية المصرية.
ومن بعد استبعاده من سباق الانتخابات الرئاسية بمصر هو وتسعة آخرين، وتحديداً في 25 أبريل 2012 جاء بيان الدكتور خالد سعيد - المتحدث الرسمي باسم الجبهة السلفية بما يفيد الأتي: أن الأوراق التي أرسلت من أمريكا هي أوراق غير رسمية من الخارجية فعلاً لكنها أوراق يمكن لأي وسيط قانوني هناك الحصول على مثلها وكتابة ما يشاء فيها، وحازم يمكنه طلب أصول الأوراق الرسمية من هناك عبر الإنترنت أو المكتب القانوني المتعامل معه هناك لكن الإجراءات معقدة وقد تتأخر ظهور الحقيقة وهنا المشكلة.
وثم أضاف سعيد مستشهداً براي وبيان د.عمر حنون  بأنة كان ممن بحثوا عن إثبات بحصول والدة الشيخ حازم على الجنسية ولم يستطيع إثبات موضوع الجنسية وقد يرد على هذا الكلام بأن والدة الشيخ حازم قد حصلت بالفعل على الجرين كارد باعتراف الشيخ حازم نفسه وقد طالب الدكتور وسام عبد الوارث مدير قناة الحكمة سابقا الشيخ حازم بإظهار الجرين كارد وكذلك جواز السفر المصري وعليه أختام الدخول والخروج بعد 25/10/2006 ولكن الشيخ حازم لم يرد أو بمعنى أصح كان يتهرب من الإجابة وإما عن حكم المحكمة الإدارية فلن يقطع الشك باليقين خصوصا بانه مبنى على ثغرة قانونية فاضحة في المادة العاشرة لقانون الجوازات استغلها الشيخ حازم، وبأنه الآن على يقين من عدم حصولها على الجنسية وهو مستعد للشهادة والإفادة بكل معلوماته لأي جهة إعلامية وأمام القضاء.
كانت أهم القضايا التي يركز عليها حازم صلاح أبو إسماعيل هو وجوب تطبيق الشريعة تدريجيا وعدم التمييع في الأمور وتحقيق الاستقلالية الكاملة من التبعية للخارج لأنه لا يمكن تحقيق التقدم الكامل إلا بالاستقلال من تلك التبعية وإخراج البلد من الأسر وجوب إعطاء الحريات للناس في التعبير وأنه يجب أن توجد ضمانات تضمن للناس الثورة علي الحاكم إذا ظلمهم وعدم السماح بارتداد الظلم مرة أخرى وأن لا نقف في وجه المظلوم ولو طلب حقه بطريقة لا تعجبنا لأنه يجب أن لا نلوم الضحية علي الصراخ المزعج ولكن يجب أن نلوم الجلاد لأنه إذا اختفى المؤثر اختفى الأثر.

### اعتصام وزارة الدفاع
بالأول من مايو 2012, بدأ مؤيدو حازم صلاح أبو إسماعيل بالدعوة إلى اعتصام مفتوح في ميدان التحرير ليكون رداً علي ما صرحوا به وكونه تزوير بأوراق الجنسية، ومن ثم بدأ الحشد ومن مختلف الميادين لمليونية أطلق عليها وقتها مليونية إنقاذ الثورة وإن كان قد شارك بها بعض القوى الإسلامية الأخرى مثل جماعة الإخوان المسلمين إلا أنه سيطر علي هذه المليونية الطابع الخاص بوجود منصة مستقلة تحمل اسم الشيخ حازم صلاح أبو إسماعيل.
ومن ثم بنهاية التظاهرة بدأ مؤيدو حازم أبو إسماعيل وكثير من القوي الثورية بالتوجه وبشكل مسيرات كبيرة صوب وزارة الدفاع المصرية بميدان العباسية بالقاهرة، مقررين الاعتصام حتي تحقيق مطالبهم والتي تمثلت بتعديل المادة 28 من الإعلان الدستوري الخاص بعدم قابلية الطعن في قرارات اللجنة العليا للانتخابات الرئاسية، وقد طالبهم حازم صلاح أبو إسماعيل أكثر من مرة أنه من كان معتصما من أجله فليرجع ومن كان معتصما من أجل مطالب عامة فهو وشأنه، وهذا الاعتصام ما لبث بعد يومان أن تحول إلى اشتباكات دامية بين بعض الخارجين عن القانون ومن هم كانوا بداخل الاعتصام، وتراوحت الأعداد التقديرية بحوالي 20 قتيل و160 مصاباً  حسب التقارير الرسمية لوزارة الصحة، مع وجود بعض التضارب بالأرقام الوفيات وأعداد المصابين.

## انتقاده لوزير الدفاع عبد الفتاح السيسي
أثار الجدال حوله بسبب وصفه عبد الفتاح السيسي قبل شهرين من انقلاب 3 يوليو 2013 في مصر بأنه يقوم بدور الممثل العاطفي ليستجلب رضا الناس ليعولوا علي الجيش ويساعده في ذلك بعض رجال الإعلام، وانتقده أيضا بسبب أن أعضاء من الكونغرس في الولايات المتحدة الأمريكية قالت بأن القادة العسكريين الموجودين حاليا هم حلفاؤنا ويمكن الاعتماد عليهم ولم يصدر تصريح من المتحدث الرسمي للقوات المسلحة يؤكد أن القوات المسلحة هي جزء من الشعب وترفض أن تكون حليفة مع أي دولة أجنبية.

## اعتقاله
اعتقل حازم صلاح أبو إسماعيل يوم 5 يوليو 2013 عقب انقلاب 3 يوليو 2013 في مصر. ومنذ ذلك الحين دخل في سلسلة من المحاكمات، وفي 16 أبريل 2014 حكمت محكمة عليه بالسجن المشدد 7 سنوات بتهمة التزوير. أصدرت محكمة جنايات القاهرة، في 12 ابريل 2014 حكما يقضي بحبس حازم صلاح أبو إسماعيل لمدة سنة مع الشغل بتهمة إهانة القضاء أثناء محاكمته في قضية «التزوير».
قضت محكمة جنايات القاهرة، المنعقدة بمعهد أمناء الشرطة بطرة، برئاسة المستشار شبيب الضمراني، في 29 يناير 2017، بالسجن 5 سنوات لحازم أبو إسماعيل و5 آخرين، والسجن 10 سنوات لـ12 متهما غيابيا في قضية «حصار محكمة مدينة نصر». كما أيدت محكمة النقض، في 4 مايو 2019، هذا الحكم الصادر في حق «أبو إسماعيل»، ليصبح حكما نهائيا غير قابل للطعن.

## نشاطاته النقابية
- تولى منصب مقرر الفكر القانوني بنقابة المحامين لمصر.[4]
- كما انتخب عضوا لمجلس النقابة سنة 2005.[4]
- تولى أيضا منصب مقرر معهد المحاماة لمدة عامين.[4]

على الرغم من أن فترة تسلمه لمهامه بالنقابة سنة 2005 هي الفترة التي صادفت حالة المنع الكامل من استخدام ميزانية النقابة وأموالها في أي مشروعات فإنه قد تمكن عبر ممارسة نوع من الإدارة الاقتصادية غير التقليدية من إنشاء عدد لافت من المشروعات الكبيرة المؤثرة في مجال لجنته بدون ميزانيات مرصودة على الإطلاق وإكمالها تماما حتى نهايتها وكانت كلها جديدة الأفكار وتنشأ لأول مرة في تاريخ نقابة المحامين (منها عملية إنشاء كاملة لأكثر من 300 مكتبة متكاملة على مستوى الجمهورية للاستعارة بكافة غرف المحامين ومشروع تقديم المشورة القانونية الكاملة للمحامين في قضاياهم من قِبل أعلى مستوى قانوني متخصص في مصر شفاهة وكتابة وعبر الإنترنت مجانا وبدء مشروع مجمعات مكاتب المحامين لجزء من الوقت بدون تكاليف - لم يكتمل لقصر المدة الزمنية بعد بدئه - ومشروع إصدارات أمهات المراجع القانونية الكبرى المتكاملة في كل فروع القانون للمحامين بتخفيض 75% كاملة من أثمانها بعقود خاصة) فضلا عن الأعمال السياسية والإسلامية بالنقابة ومنها أحداث نادي القضاة وتعديلات قانون الصحافة وفلسطين وتزوير الانتخابات.. إلخ وكافة ما كان مثارا من قضايا سياسية، فضلا عن الأبعاد المتعددة لإدارة النقابة لمؤسسته (ماليا وإداريا وخدميا ومشروعات) بوصفه عضو المجلس الأعلى للنقابة.

## إعلامياً
ظهر الشيخ حازم على الفضائيات الإسلامية، وله العديد من البرامج الدورية على عدد من القنوات الفضائية،  منها:
- برنامج فضفضة: يذاع أسبوعياً على قناة الناس يوم الأحد الساعة 11 مساءً بتوقيت القاهرة (9 مساءً بتوقيت جرينتش) -انتهى عرضه.
- برنامج لقاء مع: يذاع أسبوعياً على قناة الشباب يوم الإثنين الساعة 11 مساءً بتوقيت القاهرة (9 مساءً بتوقيت جرينتش) -انتهى عرضه.
- برنامج ملفات أبو إسماعيل : يذاع أسبوعياً على قناة أمجاد يوم الإثنين والثلاثاء الساعة 8 مساءً بتوقيت القاهرة (6 مساءً بتوقيت جرينتش) -انتهى عرضه.

كما كان للشيخ ندوة اسبوعية بمسجد أسد بن الفرات يوم السبت عقب صلاة العشاء (ش التحرير - بميدان الدقي).

## طالع أيضًا
- صلاح أبو إسماعيل (والده)
- أحداث العباسية
- انتخابات الرئاسة المصرية 2012
- وجدي غنيم
- صلاح سلطان
- أحداث شارع محمد محمود 2011